# Archibald Montgomery-Massingberd
Archibald Armar Montgomery-Massingberd (6 décembre 1871 - 13 octobre 1947), connu sous le nom d' Archibald Armar Montgomery jusqu'en octobre 1926, est un officier supérieur de l'armée britannique qui sert comme chef de l'état-major impérial (CIGS) de 1933 à 1936. Il sert pendant la seconde guerre des Boers et la Première Guerre mondiale, et plus tard est le moteur de la formation d'une "Division mobile" permanente, l'ancêtre de la 1re Division blindée.

## Carrière militaire
Il est le fils de Hugh de Fellenberg Montgomery, propriétaire terrien et homme politique unioniste d'Ulster, et de Mary Sophia Juliana May Montgomery (née Maude). Le jeune Montgomery fait ses études à Charterhouse School et à l'Académie royale militaire de Woolwich, puis est nommé sous-lieutenant dans la Royal Field Artillery le 4 novembre 1891. Il est affecté à une batterie de campagne en Inde en 1892 et devient lieutenant le 4 novembre 1894. Il sert dans la Royal Field Artillery pendant la seconde guerre des Boers et prend part à la bataille de Magersfontein et à la bataille de Paardeberg. Promu capitaine le 8 mars 1900, il est mentionné dans les dépêches du 4 septembre 1901. Il reste en Afrique du Sud tout au long de la guerre, qui se termine par la paix de Vereeniging le 31 mai 1902.

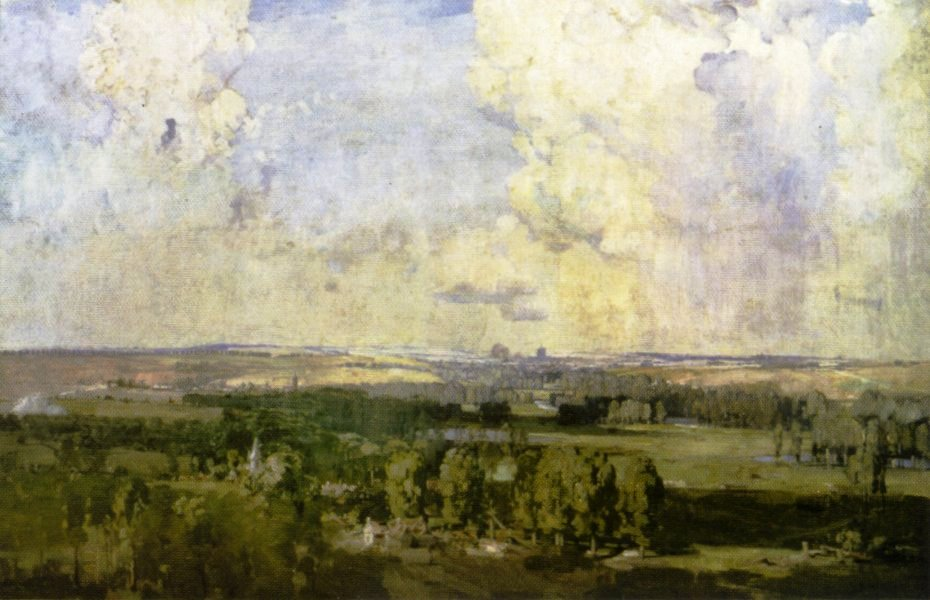
Amiens, où Montgomery-Massingberd a joué un rôle important en tant que commandant adjoint de la quatrième armée pendant la Première Guerre mondiale

Après la guerre, Montgomery sert comme capitaine de batterie à Bulford Camp avant de fréquenter le Staff College de Camberley de 1905 à 1906. Il est capitaine d'état-major à l'Inspection de la cavalerie et de l'artillerie de campagne en 1907 et officier d'état-major au Aldershot Command en 1908. Promu major le 5 juin 1909, il est nommé officier d'état-major général au Collège d'état-major de l'armée indienne à Quetta en Inde le 9 février 1912.
Au déclenchement de la Première Guerre mondiale en juillet 1914, Montgomery est nommé officier d'état-major général du Corps expéditionnaire britannique (BEF) en France. Il est nommé chef d'état-major au IVe Corps en France en octobre 1914. Promu lieutenant-colonel le 16 mai 1915, il devient chef d'état-major de la quatrième armée du BEF en février 1916 un rôle qui, selon le maréchal Douglas Haig, dès la planification de la bataille de la Somme en 1916, qu'il effectue avec "grande habileté et succès". Promu au grade effectif de major-général le 1er janvier 1917, il est nommé Compagnon de l'Ordre du Bain pour ses services sur le terrain le 1er janvier 1918. Il est effectivement commandant adjoint de la quatrième armée (suppléant le général Sir Henry Rawlinson) dans les derniers mois de la guerre et joue un rôle important dans le succès de la bataille d'Amiens. Il est nommé Chevalier Commandeur de l'Ordre de Saint-Michel et Saint-Georges pour ses services dans le cadre des opérations militaires en France et en Flandre le 1er janvier 1919 et reçoit également l'American Distinguished Service Medal par le président des États-Unis, le 12 juillet 1919.
Montgomery est nommé chef d'état-major de l'armée britannique du Rhin après la guerre, puis chef d'état-major adjoint en Inde le 27 mars 1920 avant de devenir officier général commandant la 53e division (galloise) le 3 mars 1922. Il devient Officier Général Commandant la 1re Division d'Infanterie à Aldershot le 4 juin 1923 et, ayant été promu Chevalier Commandeur de l'Ordre du Bain dans les honneurs du Nouvel An 1925, il est promu lieutenant-général le 16 mars 1926. Après une pause de deux ans avec demi-solde, il devient officier général commandant le Southern Command le 17 juin 1928. Promu général le 1er octobre 1930, il est nommé adjudant général des Forces le 1er mars 1931 et nommé aide de camp général du Roi le 3 mars 1931.

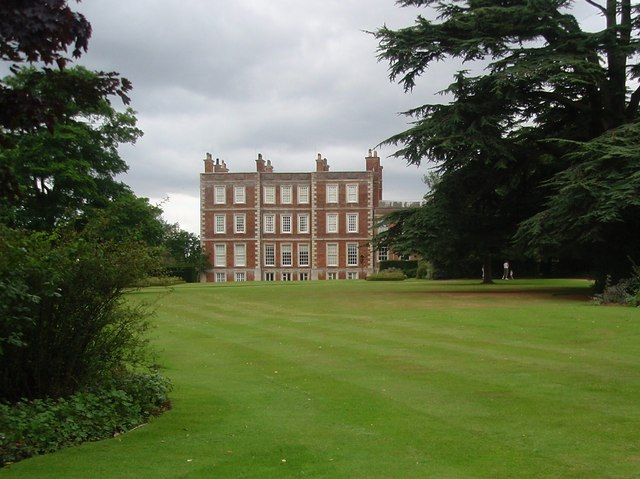
Gunby Hall, la maison de Montgomery-Massingberd dans le Lincolnshire

Il est nommé chef de l'état-major impérial en février 1933. Parmi ses principales réalisations à cette époque figure la mécanisation de la cavalerie. En effet, il est à l'origine de la formation d'une "Division Mobile" permanente. Malgré cela, selon Williamson et Millett, il est un grand obstacle à l'innovation des forces mécanisées et supprime l'analyse des performances de l'armée britannique pendant la Première Guerre mondiale initiée par son prédécesseur, Lord Milne. Avancé au rang de Chevalier Grand-Croix de l'Ordre du Bain dans les honneurs de l'anniversaire du roi en 1934, il est nommé maréchal le 7 juin 1935. Après la mort du roi George V, il participe au cortège funèbre en janvier 1936 puis se retire en mars 1936.
Il est également du colonel commandant du Royal Regiment of Artillery à partir du 19 novembre 1927, colonel commandant du Royal Tank Corps à partir du 7 décembre 1934, colonel commandant du 20th Burma Rifles à partir du 5 avril 1935, Colonel honoraire du 46th (Lincolnshire Regiment) Anti-Aircraft Battalion, Royal Engineers, à partir du 17 mars 1937 et colonel commandant de la Royal Malta Artillery à partir du 11 mai 1937.
À la retraite, il devient sous-lieutenant puis vice-lieutenant du comté de Lincoln. Pendant la Seconde Guerre mondiale, le ministère de l'Air tente de construire un aérodrome à Great Steeping dans le Lincolnshire qui se serait étendu au domaine familial traditionnel de la femme de Sir Archibald, nécessitant la démolition du magnifique manoir de Gunby Hall. Il fait personnellement appel au roi George VI et le ministère de l'Air cède, redessinant les plans qui aboutissent au déplacement du nouveau Spilsby de la RAF à deux milles plus au sud. Pendant la Seconde Guerre mondiale, il prend également en charge l'organisation et le recrutement de la Home Guard dans le Lincolnshire pendant neuf mois. Sa grande passion dans la vie est l'équitation. Il meurt à son domicile, Gunby Hall, le 13 octobre 1947 et est enterré à l'église Saint-Pierre de Gunby.

## Famille
En 1896, Archibald Montgomery épouse Diana Langton Massingberd. Ils n'ont pas d'enfants. En octobre 1926, sa femme hérite des domaines de la famille Massingberd et il change son nom en licence royale pour ajouter son nom au sien. Ainsi, les références à lui comme "Montgomery-Massingberd" pendant la Première Guerre mondiale sont anachroniques. Le journaliste et généalogiste Hugh Massingberd est un petit-neveu du maréchal et, indépendamment, de l'épouse du maréchal, et en 1963, lui et son père adoptent également le nom Massingberd pour hériter des mêmes domaines.